# Kallakurichi
Kallakurichi (en tamil: கள்ளக்குறிச்சி ) es una localidad de la India en el distrito de Viluppuram, estado de Tamil Nadu.

## Geografía
Se encuentra a una altitud de 124 m s. n. m. a 210 km de la capital estatal, Chennai, en la zona horaria UTC +5:30.

## Demografía
Según estimación 2010 contaba con una población de 45 571 habitantes.